# Le canzoni (Jovanotti)
Le canzoni è un singolo del cantautore italiano Jovanotti, pubblicato il 26 gennaio 2018 come secondo estratto dal quattordicesimo album in studio Oh, vita!.

## Video musicale
Il video, diretto dai YouNuts!, è stato reso disponibile il 29 gennaio 2018 attraverso il canale YouTube del cantante.

## Tracce
1. Le canzoni (Benny Benassi vs MazZz & Constantin Radio Edit Remix) – 2:50
2. Le canzoni (Molella & Valentini Edit RMX) – 3:46
3. Le canzoni (LAKICK Apocalyptic RMX) – 4:16
4. Le canzoni (Albert Marzinotto Remix) – 3:59
5. Le canzoni (Ackeejuice Rockers Remix) – 4:53

## Classifiche
| Classifica (2018) | Posizione massima |
| ----------------- | ----------------- |
| Italia            | 59                |